# Agremiação Sportiva Arapiraquense
L'Agremiação Sportiva Arapiraquense, també conegut com a ASA, és un club de futbol brasiler de la ciutat d'Arapiraca a l'estat d'Alagoas.

## Història
El club nasqué el 25 de setembre de 1952 amb el nom d'Associação Sportiva Arapiraquense, a partir de l'antic club desaparegut anomenat Ferroviário de Arapiraca. En fou primer president Antônio Pereira Rocha. El 1953 guanyà el seu primer campionat estatal. El 4 de setembre de 1977 adoptà el nom Agremiação Sportiva Arapiraquense. Als anys 2000 guanyà sis campionats estatals els anys 2000, 2001, 2003, 2005, 2009 i 2011.

## Palmarès
- Campionat alagoano:
  - 1953, 2000, 2001, 2003, 2005, 2009, 2011